# كاسيو موتا
كاسيو موتا (بالإنجليزية: Cássio Motta)‏ مواليد 22 فبراير 1960 في ساو باولو، هو لاعب كرة مضرب برازيلي سابق بدأ مسيرته كمحترف سنة 1979 وكان يلعب باليد اليمنى، اعتزل اللعب في 1994. أعلى تصنيف له في الفردي كان المركز الـ 48 في سنة 1986.

## روابط خارجية
- كاسيو موتا على موقع رابطة محترفي التنس (الإنجليزية)
- كاسيو موتا على موقع الاتحاد الدولي لكرة المضرب (الإنجليزية)
- كاسيو موتا على موقع كأس ديفيز (الإنجليزية)
- كاسيو موتا على موقع خلاصة التنس.كوم (الإنجليزية)